# Aphelaria dendroides
Aphelaria dendroides é uma espécie de fungo pertencente à família Aphelariaceae.